# Бібрський повіт (Австро-Угорщина)
Бібрський повіт — адміністративна одиниця коронного краю Королівства Галичини та Володомирії у складі Австро-Угорщини (до 1867 року назва держави — Австрійська імперія). Повіт існував у період з 1854 до 1918 року.

## 1854—1867
1854 року була проведена адміністративна реформа, згідно з якою у складі Королівства Галичини та Володимирії були утворені повіти.
Статистика:
Площа — 9,27 географічних миль² (~511 км²)
Населення — 26222 (1866 р.)
Кількість будинків — 4853 (1866 р.)
Староста (Bezirk Vorsteher): Карл Кречмер (Carl Kretschmer) (1866 р.)
Громади (ґміни): місто Бібрка, Ернсдорф, Лани, Мюльбах, П'ятничани, Рефельд, Сарники, Раковці, Любешка, Репехів, Трибухівці, Будків, Загокроки, Дзвінгород, Великі Гибівці, Городиславиця, Гринів, Шоломия, Суходіл, Лопушка, Коцурів, Миколаїв (містечко), Вільховець, Під'ярків, Підгородичани, Підсоснів, Підмонастир, Романів, Сідлиська, Старе Село, Водники, Волощина, Малі Ланки, Стоки, Соколівка, Ходерківці, Стрілки, Вибранівка (містечко), Бриньці Церковні, Бриньці Загірні, Борисів, Волове.

## 1867—1918
1867 року були скасовані округи, а повіти реорганізовані: частина зникла, а частина збільшилася за рахунок інших. Бібрський повіт залишився і після реформи.
До його складу увійшла територія Бібрського та Ходорівського повітів, одна ґміна Золотниківського повіту (Слобідка) та 5 ґмін Журавненського повіту (Бортники, Черемхів, Голешів з Лапшином, Уруське, Вербиця).
Староста: Карл Зумпер (Carl Sumper) (1867 р.)
На 1907 рік українці-грекокатолики становили 69% населення повіту.